# Asamblea Estatal de Nueva York
La Asamblea Estatal de Nueva York es la Cámara Baja de la Legislatura del Estado de Nueva York, Estados Unidos. 
La Cámara está conformada por 150 representantes, uno por cada distrito electoral, por aproximadamente cada 128,652.

## Liderazgo
El Presidente de la Asamblea preside la Asamblea. El Presidente es elegido por la Mayoría seguido de la confirmación de la Asamblea completa mediante la aprobación de una Resolución de la Asamblea. Además de presidir el cuerpo, el presidente también tiene la posición de liderazgo y controla el flujo de la legislación y las tareas del comité. El líder de la minoría es elegido por el comité del partido. El líder mayoritario de la Asamblea es seleccionado por, y sirve, el presidente. 
El demócrata Carl Heastie del Distrito 83 de la Asamblea ha servido como Presidente de la Asamblea desde febrero de 2015. Crystal Peoples-Stokes del Distrito 141 de la Asamblea ha servido como Líder de la Mayoría de la Asamblea desde diciembre de 2018. El republicano Will Barclay, del Distrito 120 de la Asamblea, ha servido como Líder de la Minoría de la Asamblea desde enero de 2020. 

## Integrantes

Composición de la Asamblea, representada a través de una proyección de áreas iguales, tras los comicios del año 2018.

| Distrito                                                    | Miembro                  | Partido | Año de elección | Condados                                                      |
| ----------------------------------------------------------- | ------------------------ | ------- | --------------- | ------------------------------------------------------------- |
| 1                                                           | Fred Thiele              | Ind     | 1995+           | Suffolk                                                       |
| 2                                                           | Anthony Palumbo          | Rep     | 2013+           | Suffolk                                                       |
| 3                                                           | Joe DeStefano            | Rep     | 2018            | Suffolk                                                       |
| 4                                                           | Steve Englebright        | Dem     | 1992+           | Suffolk                                                       |
| 5                                                           | Douglas M. Smith         | Rep     | 2018+           | Suffolk                                                       |
| 6                                                           | Philip Ramos             | Dem     | 2002            | Suffolk                                                       |
| 7                                                           | Andrew Garbarino         | Rep     | 2012            | Suffolk                                                       |
| 8                                                           | Michael J. Fitzpatrick   | Rep     | 2002            | Suffolk                                                       |
| 9                                                           | Mike LiPetri             | Rep     | 2018            | Nassau, Suffolk                                               |
| 10                                                          | Steve Stern              | Dem     | 2018+           | Suffolk                                                       |
| 11                                                          | Kimberly Jean-Pierre     | Dem     | 2014            | Suffolk                                                       |
| 12                                                          | Vacante                  | Vacante | Vacante         | Suffolk                                                       |
| 13                                                          | Charles D. Lavine        | Dem     | 2004            | Nassau                                                        |
| 14                                                          | David McDonough          | Rep     | 2002+           | Nassau                                                        |
| 15                                                          | Michael Montesano        | Rep     | 2010+           | Nassau                                                        |
| 16                                                          | Anthony D'Urso           | Dem     | 2016            | Nassau                                                        |
| 17                                                          | John Mikulin             | Rep     | 2018+           | Nassau                                                        |
| 18                                                          | Taylor Raynor            | Dem     | 2018            | Nassau                                                        |
| 19                                                          | Ed Ra                    | Rep     | 2010            | Nassau                                                        |
| 20                                                          | Melissa Miller           | Rep     | 2016            | Nassau                                                        |
| 21 Archivado el 23 de diciembre de 2020 en Wayback Machine. | Judy Griffin             | Dem     | 2018            | Nassau                                                        |
| 22                                                          | Michaelle C. Solages     | Dem     | 2012            | Nassau                                                        |
| 23                                                          | Stacey Pheffer Amato     | Dem     | 2016            | Queens                                                        |
| 24                                                          | David Weprin             | Dem     | 2010+           | Queens                                                        |
| 25                                                          | Nily Rozic               | Dem     | 2012            | Queens                                                        |
| 26                                                          | Edward Braunstein        | Dem     | 2010            | Queens                                                        |
| 27                                                          | Daniel Rosenthal         | Dem     | 2017+           | Queens                                                        |
| 28                                                          | Andrew Hevesi            | Dem     | 2005+           | Queens                                                        |
| 29                                                          | Alicia Hyndman           | Dem     | 2015+           | Queens                                                        |
| 30                                                          | Brian Barnwell           | Dem     | 2016            | Queens                                                        |
| 31                                                          | Vacante                  | Vacante | Vacante         | Queens                                                        |
| 32                                                          | Vivian E. Cook           | Dem     | 1990            | Queens                                                        |
| 33                                                          | Clyde Vanel              | Dem     | 2016+           | Queens                                                        |
| 34                                                          | Michael DenDekker        | Dem     | 2008            | Queens                                                        |
| 35                                                          | Jeffrion L. Aubry        | Dem     | 1992+           | Queens                                                        |
| 36                                                          | Aravella Simotas         | Dem     | 2010            | Queens                                                        |
| 37                                                          | Catherine Nolan          | Dem     | 1984            | Queens                                                        |
| 38                                                          | Michael G. Miller        | Dem     | 2009+           | Queens                                                        |
| 39                                                          | Catalina Cruz (política) | Dem     | 2018            | Queens                                                        |
| 40                                                          | Ron Kim                  | Dem     | 2012            | Queens                                                        |
| 41                                                          | Helene Weinstein         | Dem     | 1980            | Kings                                                         |
| 42                                                          | Rodneyse Bichotte        | Dem     | 2014            | Kings                                                         |
| 43                                                          | Diana Richardson         | Dem     | 2015+           | Kings                                                         |
| 44                                                          | Robert Carroll           | Dem     | 2016            | Kings                                                         |
| 45                                                          | Steven Cymbrowitz        | Dem     | 2000            | Kings                                                         |
| 46                                                          | Mathylde Frontus         | Dem     | 2018            | Kings                                                         |
| 47                                                          | William Colton           | Dem     | 1996            | Kings                                                         |
| 48                                                          | Simcha Eichenstein       | Dem     | 2018            | Kings                                                         |
| 49                                                          | Peter J. Abbate Jr.      | Dem     | 1986            | Kings                                                         |
| 50                                                          | Joseph R. Lentol         | Dem     | 1972            | Kings                                                         |
| 51                                                          | Félix W. Ortiz           | Dem     | 1994            | Kings                                                         |
| 52                                                          | Jo Anne Simon            | Dem     | 2014            | Kings                                                         |
| 53                                                          | Maritza Davila           | Dem     | 2013+           | Kings                                                         |
| 54                                                          | Erik Martin Dilan        | Dem     | 2014            | Kings                                                         |
| 55                                                          | Latrice Walker           | Dem     | 2014            | Kings                                                         |
| 56                                                          | Tremaine Wright          | Dem     | 2016            | Kings                                                         |
| 57                                                          | Walter T. Mosley         | Dem     | 2012            | Kings                                                         |
| 58                                                          | N. Nick Perry            | Dem     | 1992            | Kings                                                         |
| 59                                                          | Jaime Williams           | Dem     | 2016+           | Kings                                                         |
| 60                                                          | Charles Barron           | Dem     | 2014            | Kings                                                         |
| 61                                                          | Charles Fall             | Dem     | 2018            | Richmond                                                      |
| 62                                                          | Michael Reilly           | Rep     | 2018            | Richmond                                                      |
| 63                                                          | Michael Cusick           | Dem     | 2002            | Richmond                                                      |
| 64                                                          | Nicole Malliotakis       | Rep     | 2010            | Kings, Richmond                                               |
| 65                                                          | Yuh-Line Niou            | Dem     | 2016            | New York                                                      |
| 66                                                          | Deborah J. Glick         | Dem     | 1990            | New York                                                      |
| 67                                                          | Linda Rosenthal          | Dem     | 2006+           | New York                                                      |
| 68                                                          | Robert J. Rodriguez      | Dem     | 2010            | New York                                                      |
| 69                                                          | Daniel J. O'Donnell      | Dem     | 2002            | New York                                                      |
| 70                                                          | Inez Dickens             | Dem     | 2016            | New York                                                      |
| 71                                                          | Al Taylor                | Dem     | 2017+           | New York                                                      |
| 72                                                          | Carmen De La Rosa        | Dem     | 2016            | New York                                                      |
| 73                                                          | Dan Quart                | Dem     | 2011+           | New York                                                      |
| 74                                                          | Harvey Epstein           | Dem     | 2018+           | New York                                                      |
| 75                                                          | Richard N. Gottfried     | Dem     | 1970            | New York                                                      |
| 76                                                          | Rebecca Seawright        | Dem     | 2014            | New York                                                      |
| 77                                                          | Latoya Joyner            | Dem     | 2014            | Bronx                                                         |
| 78                                                          | Jose Rivera              | Dem     | 2000            | Bronx                                                         |
| 79                                                          | Michael Blake            | Dem     | 2014            | Bronx                                                         |
| 80                                                          | Nathalia Fernandez       | Dem     | 2018+           | Bronx                                                         |
| 81                                                          | Jeffrey Dinowitz         | Dem     | 1994+           | Bronx                                                         |
| 82                                                          | Michael Benedetto        | Dem     | 2004            | Bronx                                                         |
| 83                                                          | Carl Heastie             | Dem     | 2000            | Bronx                                                         |
| 84                                                          | Carmen E. Arroyo         | Dem     | 1994+           | Bronx                                                         |
| 85                                                          | Vacante                  | Vacante | Vacante         | Bronx                                                         |
| 86                                                          | Victor M. Pichardo       | Dem     | 2013+           | Bronx                                                         |
| 87                                                          | Karines Reyes            | Dem     | 2018            | Bronx                                                         |
| 88                                                          | Amy Paulin               | Dem     | 2000            | Westchester                                                   |
| 89                                                          | J. Gary Pretlow          | Dem     | 1992            | Westchester                                                   |
| 90                                                          | Nader Sayegh             | Dem     | 2018            | Westchester                                                   |
| 91                                                          | Steven Otis              | Dem     | 2012            | Westchester                                                   |
| 92                                                          | Thomas J. Abinanti       | Dem     | 2010            | Westchester                                                   |
| 93                                                          | David Buchwald           | Dem     | 2012            | Westchester                                                   |
| 94                                                          | Kevin Byrne              | Rep     | 2016            | Westchester, Putnam                                           |
| 95                                                          | Sandy Galef              | Dem     | 1992            | Westchester, Putnam                                           |
| 96                                                          | Kenneth Zebrowski Jr.    | Dem     | 2007+           | Rockland                                                      |
| 97                                                          | Ellen Jaffee             | Dem     | 2006            | Rockland                                                      |
| 98                                                          | Karl A. Brabenec         | Rep     | 2014            | Orange, Rockland                                              |
| 99                                                          | Colin Schmitt            | Rep     | 2018            | Orange, Rockland                                              |
| 100                                                         | Aileen Gunther           | Dem     | 2003+           | Orange, Sullivan                                              |
| 101                                                         | Brian Miller             | Rep     | 2016            | Delaware, Herkimer, Oneida, Orange, Otsego, Sullivan, Ulster  |
| 102                                                         | Christopher Tague        | Rep     | 2018+           | Albany, Columbia, Delaware, Greene, Otsego, Schoharie, Ulster |
| 103                                                         | Kevin A. Cahill          | Dem     | 1998            | Dutchess, Ulster                                              |
| 104                                                         | Jonathan Jacobson        | Dem     | 2018+           | Dutchess, Orange, Ulster                                      |
| 105                                                         | Kieran Lalor             | Rep     | 2012            | Dutchess                                                      |
| 106                                                         | Didi Barrett             | Dem     | 2012+           | Columbia, Dutchess                                            |
| 107                                                         | Jacob Ashby              | Rep     | 2018+           | Columbia, Rensselaer, Washington                              |
| 108                                                         | John T. McDonald III     | Dem     | 2012            | Albany, Rensselaer, Saratoga                                  |
| 109                                                         | Patricia Fahy            | Dem     | 2012            | Albany                                                        |
| 110                                                         | Phillip Steck            | Dem     | 2012            | Albany, Schenectady                                           |
| 111                                                         | Angelo Santabarbara      | Dem     | 2012            | Albany, Montgomery, Schenectady                               |
| 112                                                         | Mary Beth Walsh          | Rep     | 2016            | Saratoga, Schenectady                                         |
| 113                                                         | Carrie Woerner           | Dem     | 2014            | Saratoga, Washington                                          |
| 114                                                         | Dan Stec                 | Rep     | 2012            | Essex, Saratoga, Warren, Washington                           |
| 115                                                         | Billy Jones              | Dem     | 2016            | Clinton, Franklin, St. Lawrence                               |
| 116                                                         | Mark Walczyk             | Rep     | 2018            | Jefferson, St. Lawrence                                       |
| 117                                                         | Ken Blankenbush          | Rep     | 2010            | Jefferson, Lewis, Oneida, St. Lawrence                        |
| 118                                                         | Robert Smullen           | Rep     | 2018            | Fulton, Hamilton, Herkimer, Oneida, St. Lawrence              |
| 119                                                         | Marianne Buttenschon     | Dem     | 2018            | Herkimer, Oneida                                              |
| 120                                                         | William A. Barclay       | Rep     | 2002            | Jefferson, Onondaga, Oswego                                   |
| 121                                                         | John Salka               | Rep     | 2018            | Madison, Oneida, Otsego                                       |
| 122                                                         | Clifford W. Crouch       | Rep     | 1995+           | Broome, Chenango, Delaware, Otsego                            |
| 123                                                         | Donna Lupardo            | Dem     | 2004            | Broome                                                        |
| 124                                                         | Christopher S. Friend    | Rep     | 2010            | Broome, Chemung, Tioga                                        |
| 125                                                         | Barbara Lifton           | Dem     | 2002            | Cortland, Tompkins                                            |
| 126                                                         | Gary Finch               | Rep     | 1999+           | Cayuga, Chenango, Cortland, Onondaga                          |
| 127                                                         | Albert A. Stirpe Jr.     | Dem     | 2012            | Onondaga                                                      |
| 128                                                         | Pamela Hunter            | Dem     | 2015+           | Onondaga                                                      |
| 129                                                         | William Magnarelli       | Dem     | 1998            | Onondaga                                                      |
| 130                                                         | Brian Manktelow          | Rep     | 2018            | Cayuga, Oswego, Wayne                                         |
| 131                                                         | Brian Kolb               | Rep     | 2000+           | Ontario, Seneca                                               |
| 132                                                         | Phil Palmesano           | Rep     | 2010            | Chemung, Schuyler, Seneca, Steuben, Yates                     |
| 133                                                         | Marjorie Byrnes          | Rep     | 2018            | Livingston, Monroe, Steuben                                   |
| 134                                                         | Peter Lawrence           | Rep     | 2014            | Monroe                                                        |
| 135                                                         | Mark C. Johns            | Rep     | 2010            | Monroe                                                        |
| 136                                                         | Vacante                  | Vacante | Vacante         | Monroe                                                        |
| 137                                                         | Vacante                  | Vacante | Vacante         | Monroe                                                        |
| 138                                                         | Harry Bronson            | Dem     | 2010            | Monroe                                                        |
| 139                                                         | Stephen Hawley           | Rep     | 2006+           | Genesee, Monroe, Orleans                                      |
| 140                                                         | Robin Schimminger        | Dem     | 1976            | Erie, Niagara                                                 |
| 141                                                         | Crystal Peoples-Stokes   | Dem     | 2002            | Erie                                                          |
| 142                                                         | Patrick B. Burke         | Dem     | 2018+           | Erie                                                          |
| 143                                                         | Monica P. Wallace        | Dem     | 2016            | Erie                                                          |
| 144                                                         | Michael Norris           | Rep     | 2016            | Erie, Niagara, Orleans                                        |
| 145                                                         | Angelo Morinello         | Rep     | 2016            | Erie, Niagara                                                 |
| 146                                                         | Karen McMahon            | Dem     | 2018            | Erie, Niagara                                                 |
| 147                                                         | David DiPietro           | Rep     | 2012            | Erie, Wyoming                                                 |
| 148                                                         | Joseph Giglio            | Rep     | 2005+           | Allegany, Cattaraugus, Steuben                                |
| 149                                                         | Sean Ryan                | Dem     | 2011+           | Erie                                                          |
| 150                                                         | Andy Goodell             | Rep     | 2010            | Chautauqua                                                    |

- Elegidos en elección especial.

## Comités
La Asamblea del Estado de Nueva York tiene los siguientes comités:
- Envejecimiento
- Agricultura
- Alcoholismo y Abuso de Drogas
- Bancos
- Niños y familias
- Ciudades
- Códigos
- Asuntos del consumidor y protección
- Corporaciones, Autoridades y Comisiones
- Corrección
- Desarrollo económico, creación de empleo, comercio e industria
- Educación
- Ley Electoral
- Energía
- Conservación del medio ambiente
- Ética y orientación
- Empleados gubernamentales
- Operaciones gubernamentales
- Salud
- Universidad
- Alojamiento
- Seguro
- Judicial
- Trabajo
- Bibliotecas y tecnología educativa
- Gobiernos locales
- Salud mental
- Supervisión, Análisis e Investigación
- Carreras y apuestas
- Fiscalidad de bienes inmuebles
- Reglas
- Pequeños negocios
- Servicios sociales
- Desarrollo de turismo, parques, artes y deportes
- Transporte
- Asuntos de los veteranos
- Formas y medios